# Joseph Colombo (musicien)
Pour l’article homonyme, voir Joseph Colombo.
Joseph Colombo est un accordéoniste français d'origine italienne né le 28 novembre 1900 à Oleggio (Piémont), qui a été actif depuis les années 1920 jusqu'à sa mort le 6 août 1973 à Paris 9e. Il a composé de très nombreux morceaux, notamment des valses qui l'ont rendu célèbre et encore jouées de nos jours par d'innombrables accordéonistes et autres musiciens, de vrais classiques du grand style musette comme par exemple Indifférence et Passion.

## Biographie
Joseph Colombo naît sous le nom de Giuseppe Colombo à Oleggio, fils de Giovanni Battista et Giuseppina, dans une famille de maçons qui faisait des allers retours entre son village natal et la Suisse. Giuseppe a plusieurs frères et sœurs qui pratiquent la musique depuis leur plus jeune âge, il apprend alors à jouer de la clarinette et de l'accordéon. En 1918 il effectue son service militaire pendant lequel il sera musicien, à la clarinette et au clairon. Libéré définitivement des obligations militaires en 1921, il passe en France et arrive dans la Meuse où il travaille comme cimentier et maçon. En 1924, il gagne Paris où il espère percer dans le domaine de la musique comme accordéoniste, ce à quoi il parviendra petit à petit, notamment introduit dans ce milieu par des compatriotes accordéonistes comme les frères Péguri. Durant toutes ces années il va également beaucoup jouer du bandonéon dans des orchestres de Tango, tel l'orchestre Bianco-Bachicha ou Brodman-Alfaro. Il est également réputé pour être le premier accordéoniste à avoir enregistré des disques en accompagnement d'un chanteur, en l'occurrence la chanteuse Emma Liébel.
Il se marie le 31 juillet 1926 à Longueville avec Germaine Louise Witzgall, née le 22 décembre 1903 à Buhl (Haut-Rhin) avec qui il aura deux fils, Jean Colombo (futur musicien de jazz) né en 1928 et Gilbert né en 1934.
En 1931, il commence à écrire ses premières compositions qui seront bientôt enregistrées par des accordéonistes de renom comme V. Marceau et A. Deprince, il les édite également mais n'étant pas français il ne peut s'inscrire à la Sacem et doit adhérer à la Société Italienne des Compositeurs.
En 1933, il participe également avec Léonce chanteur au Tabarin au tournage du film Trois balles dans la peau de Roger Lion, il apparaît comme simple figurant comme accordéoniste dans un cabaret. En dehors de cette apparition fugitive, il ne semble pas qu'il existe d'images de cinéma ou de télévision de Joseph Colombo.
Parallèlement il va vivre la vie d'un musicien de bal et de tournées en compagnie de son frère Tito (Ettore) notamment au bal Tabarin de 1932 à sa fermeture en 1952.
Le début de la seconde guerre mondiale le force à subir un exode temporaire à Casteljaloux (titre d'une de ses futures compositions) avant de revenir à Paris et de passer l'occupation en poursuivant son métier de musicien. En 1947 il est naturalisé français. À partir de 1952 il cessera son activité d'instrumentiste pour se consacrer à la composition et à l'édition.
Il décède le 6 août 1973 à Paris.

## Compositions
Joseph Colombo s'est lancé dans la composition dès 1931 sur les conseils de ses amis et collègues accordéonistes, en commençant par une première valse intitulée Germaine, évidemment dédiée à sa femme. Ce ne sera que le début d'une très longue série, ce fut le spécialiste de la valse musette, notamment de la valse en mineur, il a collaboré avec une pléiade d'autres compositeurs  au cours d'une longue carrière de compositeur. Contrairement à d'autres accordéonistes de cette époque d'avant-guerre tels Gus Viseur et Tony Murena, il n'a pas évolué vers le swing ou le jazz. La notice de la Bibliothèque nationale de France le concernant fait état de 202 documents de musique notée entre 1934 et 1981. La liste de ses œuvres déposées à la Sacem compte près d'une centaine de morceaux avec de nombreuses collaborations prestigieuses qui lui apporteront de beaux succès : Indifférence, Passion, Gigolette, La Manouche, Méprise...(avec Tony Murena), Imprévu avec Gus Viseur, Valse Chinoise, Polka Chinoise, Valse Hindoue...(avec Georges Ghestem). Bien sûr il a aussi composé seul de très belles valses et des tangos, dont Nany, valse dédiée à un autre brillant accordéoniste d'origine italienne, Jean Corti (Gian Samuele Cortinovis de son vrai nom). Au total il a composé 337 morceaux dont 213 valses. 

## Enregistrements
Joseph Colombo a enregistré de nombreux disques, la notice de la Bibliothèque nationale de France le concernant fait état de 48 documents sonores, notamment des tangos avec l'orchestre qu'il dirigeait : JOSEPH COLOMBO et son Tango de Paris.
Il a publié plusieurs 78 tours de tango dans les années 1920 et 1930.
Il a également publié plusieurs disques dans les années 1950 et 1960, la plupart dans le style tango. En 1971 il publie un dernier album de son vivant: Toujours le tango.
Un album entier lui a été consacré en 1993 par le label Frémeaux et associés dans lequel on peut entendre ses compositions interprétées par lui-même ainsi que d'autres accordéonistes prestigieux comme Tony Murena et Gus Viseur : COMPOSITIONS 1924-1942 JOSEPH COLOMBO, ref : FA009.
On peut écouter de nombreuses versions de ses compositions sur internet, par exemple Patmusette lui a consacré plusieurs vidéos. Sa réputation est toujours bien vivante parmi les accordéonistes, comme le prouve la présence de plusieurs de ses compositions dans des compilations de partitions.
On peut signaler également le travail du groupe "Impasse des vertus" dont fait partie Philippe Corbin à l'accordéon, rédacteur de l'article de fond sur Joseph Colombo dans Accordéon et accordéonistes, qui fait vivre le répertoire de Joseph Colombo et d'autres compositeurs de l'époque 1930-1940 avec des instruments d'époque.